# A32 (Groot-Brittannië)
De A32 is een 47,0 km lange weg in Engeland.
De weg verbindt Alton via Fareham met Gosport.